# Artista meritori d'Ucraïna
El premi Artista meritori d'Ucraïna (en ucraïnès: Заслужений артист України) és un guardó que atorga l'estat ucraïnès (ja existia en època soviètica sota el nom d'Artista meritori de l'RSS d'Ucraïna) a conseqüència d'una carrera excepcional a l'àmbit de les arts escèniques.

## Definició
Es tracta d'una recompensa de l'estat d'Ucraïna que es lliura per mor del mèrit personal als ciutadans que han desenvolupat una activitat d'alta qualitat amb gran mèrit professional durant almenys deu anys als seus àmbits respectius de les arts escèniques.

## Condicions d'obtenció
Aquest títol és lliurat pel President d'Ucraïna. No s'atorga només a personalitats ucraïneses sinó que també el poden rebre ciutadans estrangers, i fins i tot persones sense ciutadania. Nogensmenys aquesta distinció és inferior a la d'Artista popular d'Ucraïna que només s'atribueix després de deu anys de l'obtenció de la distinció d'Artista meritori d'Ucraïna. El títol no se sol atribuir pòstumament.
Aquesta distinció d'Artista meritori d'Ucraïna pot guardonar gran part del món artístic, com per exemple directors de cinema, actors de teatre o de cinema, artistes de circ, compositors, músics, cantants, membres o directors d'orquestres, professionals dels mitjans de comunicació, etc. Per a les arts visuals hi ha un guardó equivalent.
Els guardonats també reben una medalla i un diploma en una presentació pública.
Entre els guardonats més famosos, tant del títol Artista meritori de l'RSS d'Ucraïna com del guardó de la Ucraïna independent, l'Artista meritori d'Ucraïna, figuren:
- el 1938, la cantant d'òpera Olena Muraviova (Олена Олександрівна Муравйова, 1867-1939).[1]
- el 1962, el cantant i bandurista Fedir Jarkó (Федір Аврамович Жарко, 1914-1987).
- el 1967, el mestre bandurista i professor de bandura del Conservatori de Kýiv, Serhíi Baixtan (Сергій Васильович Баштан, 1927).
- el 1992, el mestre bandurista i luthier innovador de la bandura Petró Hontxarenko (Петро Федорович Гончаренко, 1911-2000).
- el 1999:
  - el bandurista, musicòleg, compositor, conductor i professor de bandura canadenc Victor Mishalow (Вiктор Мiшалов, 1960).
  - la cantant de pop Ani Lorak (А́ні Ло́рак, 1978).
  - el músic i cantant Víktor Pàvlik (Ві́ктор Фра́нкович Па́влік, 1965).
- el 2009, la cantant de pop Tina Karol (Ті́на Ка́роль, 1985).